# Дмитриевский, Валериан Степанович
Валериан Степанович Дмитрие́вский (1902—1943) — советский конструктор в области подводного кораблестроения.

## Биография
В 1922 году по комсомольскому набору поступил на флот. После окончания кораблестроительного отделения Военно-морского инженерного училища (1926) работал конструктором в проектных организациях.
В 1937 начальник подводного отдела Главного управления кораблестроения ВМФ РККА, военинженер 1 ранга.
Арестован 3 декабря 1937 года.
В заключении — сотрудник Особого конструкторского бюро № 196 НКВД (Остехбюро), главный конструктор и испытатель экспериментальной подводной лодки «Редо» с единым двигателем замкнутого типа «ХПИ».
Погиб 23.11.1942 (по другим[каким?] данным — в 1943 году) на ПЛ М-401 КВФ во время испытаний лодочной энергетической установки.
Сталинская премия 1948 года — за создание нового двигателя для боевых кораблей. Реабилитирован в 1956 году.
Сын — Дмитриевский Игорь Валерианович (1931—2007), подполковник ВВС СССР.

## Награды и премии
- Сталинская премия второй степени (1948) — за создание нового двигателя для боевых кораблей